# کارتونگ
کارتونگ (به لاتین: Kartung) یک منطقهٔ مسکونی در گامبیا است که در West Coast Division واقع شده‌است. کارتونگ ۵٬۲۱۳ نفر جمعیت دارد.

## خواهرخوانده
شهر شهر الینگساس خواهرخواندهٔ کارتونگ هست.